# Yngve Berg
Yngve Berg, född 23 december 1887 i Stockholm, död 19 juli 1963 i Stockholm, var en svensk konstnär och bokillustratör. Han var son till Fridtjuv Berg.

## Biografi
Berg studerade vid Göteborgs Musei-, Rit- och Målarskola 1906-07, vistades i Paris 1908-13 samt reste i Spanien 1910 och 1913. Han gjorde sig främst känd som tecknare: Kleopatra (26 planscher 1913), Spanskt (illustrerade reseskildringar; 1915), Carl Michael Bellmans Fredmans sånger och Fredmans epistlar (1917-18). Han illustrerade även Karl Asplunds En munksaga (1918), utförde ett par dekorationer och kostymteckningar till Rabindranath Tagores "Chitra" med mera för Intima teatern (1921) samt utförde dekorativa väggmålningar (Bellmansfantasier) i Stadshuskällaren i Stockholm (1922). 
Bland hans senare verk märks illustrationer till Ovidius Konsten att älska (1925, 1957), Goethes romerska elegier (1929) och Bo Bergmans Stockholmsdikter (1947). Yngve Berg tecknade även en första version av Stockholms stadsvapen, baserat på en trästaty av Erik den helige i Roslagsbro kyrka i Roslagen. Berg var konstkritiker i Dagens Nyheter 1931-55 och intendent vid Thielska galleriet 1949-60.
Berg var även involverad i den interiöra utsmyckningen av Villa Bonnier i Diplomatstaden, Stockholm. I Statens porträttsamling på Gripsholms slott återfinns ett självporträtt i bröstbild. Berg finns representerad vid bland annat Nationalmuseum i Stockholm.